# Ancas
Ancas est une ancienne paroisse civile portugaise (en portugais : freguesia) de la municipalité d'Anadia dans le district d'Aveiro.
La loi no 11-A/2013 du 28 janvier 2013, portant réorganisation administrative du territoire des freguesias, fusionne Ancas avec les paroisses voisines d'Amoreira da Gândara et Paredes do Bairro pour former l’União das freguesias de Amoreira da Gândara, Paredes do Bairro e Ancas (dont le siège est à Paredes do Bairro).